# Vigneul-sous-Montmédy
Vigneul-sous-Montmédy é uma comuna francesa na região administrativa de Grande Leste, no departamento de Meuse. Estende-se por uma área de 4,63 km². Em 2010 a comuna tinha 87 habitantes (densidade: 18,8 hab./km²).